# Phytotaxa
Phytotaxa (abreviado Phytotaxa) es una revista internacional para la publicación rápida de cualquier aspecto de la sistemática botánica. Se publica una amplia gama de temas, pero se centra en nuevas especies, las monografías y floras, revisiones, comentarios y cuestiones de tipificación. Phytotaxa cubre todos los grupos de plantas cubiertas por la CINB (incluyendo las diatomeas, los hongos, las algas, los líquenes, los musgos, los antoceros, las hepáticas y las plantas vasculares), tanto vivas como fósiles.
Iniciado en 2009 (el primer número apareció en octubre de 2009), Phytotaxa llena el vacío que se crea por otras revistas que no publican más nuevos taxones, debido a sus pobres calificaciones de citas. Esta es también la razón de la citación no convencional de nombres de los autores de los taxones. La revista puede publicar rápidamente, porque no tiene las limitaciones de páginas por ejemplar, y permite las grandes obras y las descripciones de las especies que aparecen con facilidad. Está dirigido por un equipo internacional de especialistas, quienes actúan como editores para su grupo de especialistas de las plantas. Phytotaxa no tiene fines de lucro y los científicos editores trabajan de forma voluntaria. Los autores tienen la opción de publicar en acceso abierto y esto se recomienda encarecidamente.